# Louis Cassier
Louis Cassier (Numea, 22 luglio 1997) è un cestista francese.